# PGC 26142
LEDA/PGC 26142, auch UGC 4879, ist eine irreguläre Zwerggalaxie vom Hubble-Typ „Im“ im Sternbild Großer Bär am Nordsternhimmel. Sie ist schätzungsweise 4 Millionen Lichtjahre von der Milchstraße entfernt und hat einen Durchmesser von etwa 3.000 Lichtjahren.
Im selben Himmelsareal befinden sich unter anderem die Galaxien PGC 26000, PGC 26246, PGC 26260 und PGC 3133638.